# Квантование Дирака
Квантова́ние Дира́ка — эвристический аргумент, предложенный П. Дираком и показывающий, что однозначность предсказаний квантовой механики с электрическими зарядами может быть сохранена в теории, включающей магнитные монополи, лишь при условии совместного квантования магнитного и электрического зарядов.

## Вывод условия квантования Дирака для магнитного монополя
Поле, создаваемое магнитным монополем, может быть описано 4-векторным потенциалом Аμ, если допустить существование скачка Aμ на некоторой (произвольной) поверхности S, проходящей через магнитный монополь и делящей пространство на две связные части. При этом напряжённость магнитного поля непрерывна на поверхности S всюду, кроме точки расположения магнитного монополя, а сама поверхность может быть произвольным образом деформирована с помощью калибровочных преобразований. Циркуляция скачка A по любому контуру, лежащему на S и охватывающему магнитный монополь, равна магнитному потоку, исходящему из магнитного монополя, то есть (согласно теореме Гаусса) его магнитному заряду g. Контурный интеграл от 4-вектора A даёт вклад в фазу φ волновой функции пробной частицы с электрическим зарядом e, и скачок φ, соответствующий скачку Аμ на поверхности S, равен {\displaystyle \Delta \varphi =eg/\hbar c.} При выполнении условия Дирака {\displaystyle \Delta \varphi =2\pi n,} так что волновая функция непрерывна во всём пространстве. К тому же скачок Аμ не даёт вклада в напряжённость магнитного поля, которая определяется законом Кулона, поэтому поверхность S ненаблюдаема. В качестве этой поверхности можно выбрать уходящий на бесконечность конус, в вершине которого находится магнитный монополь, а угол при вершине сколь угодно мал («струна» или «нить» Дирака).
Можно показать, что эффект магнитного монополя сводится к замене {\displaystyle l(l+1)} на {\displaystyle l(l+1)-1/4n^{2}} (n — целое число в условии Дирака) в центробежном потенциале радиального уравнения Шрёдингера, при этом орбитальный угловой момент {\displaystyle l} может принимать значения
{\displaystyle l_{n}={\frac {1}{2}}|n|;{\frac {1}{2}}|n|+1;{\frac {1}{2}}|n|+2;...}
{\displaystyle l_{1}=1/2;3/2;5/2;...} при {\displaystyle n=1,}
{\displaystyle l_{2}=1;2;3;...} при {\displaystyle n=2,}
{\displaystyle l_{3}=3/2;5/2;7/2;...} при {\displaystyle n=3,}
{\displaystyle l_{4}=2;3;4;...} при {\displaystyle n=4.}
Заметим, что при нечётном n система из двух бесспиновых частиц благодаря ненулевой дивергенции магнитного поля обладает полуцелым угловым моментом. Таким образом, из двух бозонов с ненулевыми полными электрическими и магнитными зарядами образуется дион (частица, несущая одновременно электрический и магнитный заряды), подчиняющийся статистике Ферми — Дирака, т.е. фермион. Аналогично связанное состояние бозона и фермиона может быть бозоном.